# Département Jemappes

Landkarte der Départements in der heutigen Benelux-Region

Das Département de Jemappes (auch Jemmape; deutsch Departement von Jemmapes; niederländisch Departement van Jemmapes) war ein von 1795 bis 1814 zum französischen Staat gehörendes Département auf dem Gebiet der heutigen belgischen Provinz Hennegau. Benannt wurde es nach dem Ort der Schlacht von Jemappes.

## Geschichte
Das Gebiet des Départements gehörte vor 1790 zu verschiedenen Territorien, hauptsächlich waren das: der größte Teil der Grafschaft Hennegau mit der Landschaft um Tournai, dann kleinere Teile der Grafschaft Namur und des Herzogtums Brabant (alle zuletzt zu den Österreichischen Niederlanden gehörend) sowie ein Teil des Hochstifts Lüttich. 1790 entstanden auf dem Gebiet vorübergehend die Vereinigten Belgischen Staaten. In der Folge kam es im Rahmen des ersten französischen Revolutionskriegs zu mehreren Kämpfen zwischen Franzosen und Österreichern in der Region. Eine dieser Kampfhandlungen war im November 1792 die Schlacht von Jemappes, in deren Folge die Österreichischen Niederlande vollständig unter die Kontrolle Frankreichs kamen.
Am 9. Vendémiaire des Jahres IV der Republik (1. Oktober 1795) wurde das Gebiet auf der Grundlage des „Gesetzes über die Vereinigung Belgiens und des Lütticher Landes mit der Republik“ mit Frankreich vereinigt, was durch die Verträge von Campo Formio (Oktober 1797) und Lunéville (Februar 1801) völkerrechtlich bestätigt wurde. Das Gebiet wurde entsprechend der in Frankreich neu eingeführten Verwaltungsgliederung in neun Départements eingeteilt, welche in Arrondissements, Kantone und Gemeinden untergliedert wurden. Die Kantone waren zugleich Friedensgerichtsbezirke.
Nach der Niederlage Napoleons in der Völkerschlacht bei Leipzig (Oktober 1813) wurden im Ersten Pariser Frieden (Mai 1814) die Grenzen zwischen Belgien und Frankreich wieder auf den Stand vom 1. Januar 1792 hergestellt. Bezüglich des Départements von Jemmapes waren hiervon die Kantone Dour, Merbes-le-Château, Beaumont und Chimay ausgenommen, sie blieben zunächst bei Frankreich. Aufgrund der auf dem Wiener Kongress (Juni 1815) getroffenen Vereinbarungen wurden die alten Vereinigten Provinzen der Niederlande und die ehemaligen belgischen Provinzen zum neuen Königreich der Niederlande zusammengeschlossen. Im August 1815 wurde das neue Königreich der Niederlande in Provinzen eingeteilt, aus dem Département von Jemmapes entstand die Provinz Hennegau.
Im Zweiten Pariser Frieden (November 1815) wurde die Grenze zwischen Frankreich und den Niederlanden auf den Stand von 1790 neu festgelegt, sodass auch die Kantone Dour, Merbes-le-Château, Beaumont und Chimay der Provinz Hennegau angegliedert wurden. Seit 1830 gehört das Gebiet zu Belgien.

## Gliederung

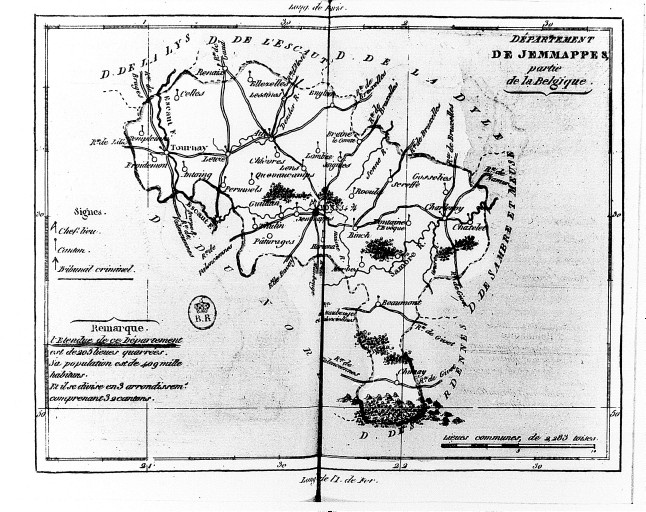
Département de Jemappes

Hauptort (chef-lieu) des Départements bzw. Sitz der Präfektur war die Stadt Mons (Bergen). Es war in drei Arrondissements, 32 Kantone und 423 Gemeinden eingeteilt:
| Arrondissement | Hauptorte der Kantone, Sitz der Friedensgerichte                                                                  |
| -------------- | --- |
| Mons           | Boussu, Chièvres, Dour, Enghien, Lens, Le Roeulx, Mons (2 Kantone), Pâturages, Soignies                           |
| Charleroi      | Beaumont, Binche, Charleroi (2 Kantone), Chimay, Fontaine-l’Évêque, Gosselies, Merbes-le-Château, Seneffe, Thuin  |
| Tournai        | Antoing, Ath, Celles, Ellezelles, Frasnes, Lessines, Leuze, Péruwelz, Quevaucamps, Templeuve, Tournai (2 Kantone) |

Das Departement hatte eine Fläche von 3.767 Quadratkilometern und im Jahr 1812 insgesamt 472.366 Einwohner.